# شيواشان (وزينة)
شيواشان هي قرية في مقاطعة سردشت، إيران. عدد سكان هذه القرية هو 37 في سنة 2006.